# El libro de la risa y el olvido
El libro de la risa y el olvido (en checo: Kniha smíchu a zapomnění) es una novela de Milan Kundera, publicada en Francia en 1979. Está compuesta por siete narraciones separadas, unidas por algunos temas comunes. El libro considera la naturaleza del olvido tal como ocurre en la historia, la política y la vida en general. Las historias también contienen elementos que se encuentran en el género del realismo mágico.

## Argumento

### Primera parte
La primera sección ocurre en 1971 y es la historia de Mirek, mientras explora sus recuerdos de Zdena. Saber que él amaba a esta mujer fea ha dejado una imperfección, y espera rectificar esto al destruir las cartas de amor que él le había enviado. Mientras viaja a su casa y regresa, le siguen dos hombres. Mirek es arrestado en su casa y sentenciado a prisión por seis años, su hijo a dos años, y diez o más de sus amigos a plazos de uno a seis años.
Kundera también describe una fotografía del 21 de febrero de 1948, donde Vladimír Clementis se encuentra al lado de Klement Gottwald. Cuando Vladimír Clementis fue acusado en 1950, fue borrado de la fotografía (junto con el fotógrafo Karel Hájek) por la propaganda estatal. Este breve ejemplo de la historia de Checoslovaquia subraya el motivo del olvido en su libro.

### Segunda parte
Marketa invita a su suegra a visitarla a ella y a la casa de Karel después de que su madre no hizo más que quejarse. Invitándola a quedarse durante una semana -aunque contestan que debe irse el sábado porque tenían un lugar donde estar el domingo-, la madre se esfuerza por quedarse hasta el lunes. El domingo por la mañana, Eva, una amiga de Karel y Marketa, llega y es presentada a la madre como la prima de Marketa. A través de la narración, se le dice al lector que Eva se había encontrado y le había hecho el amor a Karel, quien luego hizo arreglos para que Eva y Marketa se conocieran. A través de la sugerencia de Marketa, los tres han llevado a cabo una relación sexual a lo largo de los años. La madre casi atrapa a los tres en el acto, pero en cambio se da cuenta de que Eva le recuerda a un amigo suyo de la infancia de Karel. Esto hace que Karel se sienta aún más atraída por Eva, y después de que la madre se va, continúan con renovado vigor.

### Tercera parte
Esta sección se refiere a los acontecimientos después de que los rusos ocuparon Checoslovaquia en 1968, especialmente los intentos de Kundera de escribir un horóscopo con el nombre de un asociado. Su jefe, que ha estudiado el marxismo-leninismo durante la mitad de su vida, solicita un horóscopo privado, que Kundera extiende a diez páginas, proporcionando una plantilla para que el hombre cambie su vida. Eventualmente, el código asociado de Kundera, llamado R., es traído para interrogar sobre la escritura clandestina de Kundera, cambiando el estado de ánimo de la diversión a la preocupación. Kundera también describe el "baile circular" en el que la alegría y la risa se acumulan hasta el punto en que los pasos de la gente los elevan hacia el cielo con los ángeles que ríen.

### Cuarta parte
Tamina, una mujer que trabaja en un café, quiere recuperar sus cartas de amor y diarios en Praga a través de su cliente que irá a Praga, Bibi. Además, otro cliente, Hugo, que desea a Tamina, se ofrece a ayudarla si Bibi no puede ir a Praga. Un día, Hugo invita a Tamina a cenar y visitan el zoológico juntos. Un grupo de avestruces mueve sus bocas mudas vigorosamente hacia Hugo y Tamina como para advertirles de algo, lo que le da a Tamina un mal presentimiento sobre las cartas y los diarios en Praga. Como estos artículos, que Tamina describe como embalados en un paquete, están en lo de su suegra, ella llamó a su padre para que se lo quitara a su suegra, por lo que será más fácil para Bibi obtenerlos.
Después de muchas súplicas, su padre aceptó enviar al hermano de Tamina para que las tomara. Resulta que los artículos no están empaquetados en un paquete, y Tamina teme que sus cartas y diarios privados sean leídos por otros. La situación empeora a medida que Bibi se harta de su marido y se niega a ir a ninguna parte con él, lo que significa que el viaje a Praga se cancela. Hugo se ofrece a ayudar y una vez más invita a Tamina a su casa. Hugo intenta desesperadamente ganar su corazón. Tamina más tarde tiene relaciones sexuales con Hugo, pero no puede dejar de pensar en su difunto esposo. Hugo siente su inquietud pero todavía termina el acto. De nuevo, Hugo habla con Tamina e intenta decir cosas que le agradan. Sin embargo, Tamina no está interesada en su charla, sino solo en el viaje de Hugo a Praga. Hugo lo sabe gradualmente y su discurso se vuelve más débil y comienza a enojarse. Tamina está cada vez más disgustada con su charla y finalmente vomita en el baño. Hugo sabe que ella no tiene absolutamente ningún interés en él y se niega a ayudarla. Al final, las cartas y los diarios permanecen en Praga.

### Quinta parte
Comienza con la presentación de Kristyna, quien desarrolla una relación romántica con un estudiante que estudia filosofía y poesía. Luego, explica la palabra checa litost, que el autor dice que no se puede traducir con precisión a ningún otro idioma. Litost es, según Kundera, "un estado de tormento creado por la visión repentina de la propia miseria". Litost parece estar siempre presente en el estudiante al que ama Kristyna, y este sentimiento es también una de las razones por las que él rompió con su exnovia
Su profesor, apodado Voltaire, invita al alumno a una reunión nocturna de los grandes poetas del país. Sin embargo, el estudiante tiene una cita con Kristyna esa noche y se niega a ir a la reunión. Luego se encuentra con Kristyna el día de la reunión. Él se sorprende de encontrar su hortera, chillón y simplista en el ambiente de la ciudad y decide ir a la reunión. Él le cuenta al respecto y ella está fascinada y quiere que el alumno vaya allí para no perder la oportunidad. El estudiante acepta y va a la reunión. Se encuentra con los grandes poetas y escucha sus argumentos e insultos el uno al otro. A través de esto, aprende muchas cosas. Le pide a uno de los poetas, llamado Goethe por el autor, que inscriba uno de sus libros y luego le entrega el libro a Kristyna como un regalo. Él regresa a su casa y encuentra a Kristyna esperándolo. Ella se conmueve por la inscripción. No tienen relaciones sexuales, pero sienten el amor inmenso de los demás. El estudiante intenta varias veces que Kristyna separe sus dos piernas, pero Kristyna teme que esto la deje embarazada, lo que amenaza su vida. Entonces ella sigue diciendo que al hacerlo morirá. El estudiante malinterpreta que ella morirá por el inmenso amor que siente por él si están separados el uno del otro por un largo tiempo. Él está profundamente conmovido. Pronto se queda dormido y se despierta a la mañana siguiente, encontrando una nota en su abrigo de Kristyna. Después de pensar en su noche, se da cuenta de que malinterpretó su declaración de anoche. Siente Litost pero no puede vengarse porque Kristyna ya se fue.
Uno de los poetas se le acerca y lo llena de gloria, aliviando la desesperación del estudiante.

### Sexta parte
Volviendo a Tamina, el autor es paralelo a sus luchas con la muerte de su padre. Viaja en un misterioso viaje en bote a una isla donde está varada con muchos niños. Los niños la violan y no le importa, pero finalmente intenta escapar y se ahoga.

### Séptima parte
Al describir la escena de una orgía, el autor apunta al progresismo de la familia Clevis.